# Venus In Situ Explorer

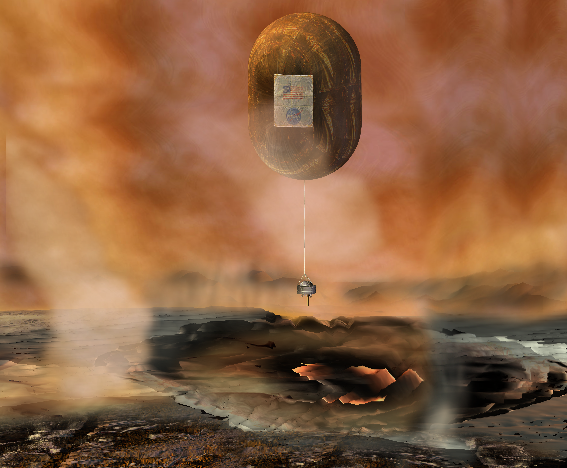
Concept mis en œuvre pour le satellite : ballon survolant la surface de Vénus.

Venus In Situ Explorer (VISE) est un projet de sonde spatiale américaine proposé dans le cadre du programme d'exploration planétaire de la décennie 2010 de la NASA. Cette mission a pour objectif de répondre à des questions fondamentales concernant la planète Vénus en atterrissant sur son sol et en réalisant des expériences scientifiques. VISE fait partie des missions proposées en 2010 dans le cadre du programme New Frontiers réunissant des missions d'exploration planétaire à coût intermédiaire mais elle n'est pas retenue. 

## Détail de la mission
L'objectif de la mission de Venus In Situ Explorer est d'apporter des éléments de compréhension sur les processus des changements climatiques qui ont conduit à des conditions extrêmes sur Vénus et à préparer le terrain pour d'éventuelles futures missions de retour d'échantillons de la planète. À cette fin, après avoir atterri, Venus In Situ Explorer doit extraire une carotte du sol de la planète dont le contenu n'aura pas été affecté par les conditions extrêmement dures régnant sur Vénus et l'analyser sur place.

## Historique
En 2010, la mission Venus In Situ Explorer fait partie des trois candidats proposés pour la sélection de la mission du programme New Frontiers. Les deux autres missions sont Comet Surface Sample Return (Osiris-REx) qui consiste à ramener un échantillon du sol d'une comète et MoonRise qui doit ramener sur Terre un échantillon du sol lunaire prélevé dans une région aux caractéristiques atypiques. La première mission, rebaptisée par la suite OSIRIS-REx est sélectionnée.  
En 2017, elle est a nouveau parmi les candidats du programme New Frontiers.  